# ФК Гомељ
ФК Гомељ (блр. Футбольны клюб Гомель) је белоруски фудбалски клуб из истоименог града који се такмичи у белоруској Премијер лиги. Своје утакмице као домаћини играју на Централ стадиону, капацитета 14.000 места.
Клуб је основан 1959. под именом Локомотива Гомељ. У периоду од 1959. до 1968. клуб се такмичио у Другој лиги Совјетског Савеза и остваривао је променљиве резултате. Прво место су заузели 1962, док су 1959. и 1963. били последњи. Са тим њиховим добрим и лошим резултатима се увек поклапала нека реорганизација лиге, па они нису испадали из лиге или улазили у виши ранг све до реорганизације 1969.
Те 1969. су пребачени у трећу лигу у којој су играли све до 1989. када су испали у четврти ранг такмичења. У њој су остали све до осамостаљења Белорусије када су 1992. ушли у новоосновану Премијер лигу Белорусије. Из ње су испали 1995 а вратили су се 1998. Прву титулу су освојили 2003, док су вицешампиони били 2007. Куп Белорусије су освајали 2002. и 2011, док су 2004. поражени у финалу.
Током историје клуб је често мењао име. Име под којим је основан, Локомотива, клуб је носио до 1965. када је оно промењено у Спартак Гомељ. Клуб се од 1969. до 1995. са прекидом звао Гомселмаш Гомељ. На кратко је име било промењено 1976. у Машиностроитељ Гомељ, а претходно је враћено 1978. Последњи пут је име промењено 1995. од кад клуб носи данашњи назив.

## Гомељ у европским такмичењима
| Сезона   | Такмичење        | Коло         | Екипа          | Резултат            |
| -------- | ---------------- | ------------ | -------------- | ------------------- |
| 1999.    | Интертото куп    | 1. коло      | Храдец Кралове | 0:1, 1:0 (3:1 пен.) |
| 1999.    | Интертото куп    | 2. коло      | Хамарби        | 0:4, 2:2            |
| 2000/01. | УЕФА куп         | ква.         | АИК            | 0:1, 0:2            |
| 2002/03. | УЕФА куп         | ква.         | Хелсинки       | 1:0, 4:0            |
| 2002/03. | УЕФА куп         | 1. коло      | Шалке 04       | 1:4, 0:4            |
| 2004/05. | Куп шампиона     | 1. коло ква. | Тирана         | 0:2, 1:0            |
| 2008/09. | УЕФА куп         | ква.         | Легија Варшава | 0:0, 1:4            |
| 2011/12. | УЕФА Лига Европе | 3. коло КВ   | Бурсаспор      | 1:2, 1:3            |
| 2012/13. | УЕФА Лига Европе | 1. коло КВ   | Викингур Гота  | 6:0, 4:0            |
| 2012/13. | УЕФА Лига Европе | 2. коло КВ   | Ренова         | 2:0, 0:1            |
| 2012/13. | УЕФА Лига Европе | 3. коло КВ   | Ливерпул       | 0:1, 0:3            |

## Трофеји
- Премијер лига: 1

2003.
- Куп Белорусије: 2

2002, 2011, 2022.
- Суперкуп Белорусије: 1

2012.